# 관광버스
관광버스(A tour bus service, 문화어: 유람뻐스)는 유명한 장소를 돌아다니면서 관광 및 고속시외일반버스 등을 사용하여 모든 고속시외터미널 기점과 종점이며 경부선, 영동선, 호남선까지 운행하는 버스이다. 그러나 어떤 경우에는 특정한 장소나 지역의 관람을 위해 2층 버스나 지붕이 열린 버스 등을 사용하기도 한다.
전 세계적으로 많은 지역에서 다양한 종류의 관광버스를 운영되고 있으나, 그 중에서 특히 유명한 것은 영국 주변을 관광하는 "City Sightseeing"(시티투어)이 있으며 현재는 그레이 라인 월드와이드와 같이 전 세계적으로 운영하고 있는 곳도 상당수가 있다. 한국에서는 서울과 부산 등지에서 시티투어 버스가 운행된다.

## 고속시외버스로 사용 및 휴게소 환승되는 관광버스
대한민국에서는 추석과 설날등 대 이동기간에는 관광버스 업체가 해당 지역의 고속시외버스 업체와 협정을 맺어서 임시 차량으로 시외, 고속버스를 운행한다. 이때 차량 앞에는 '공동운수 협정차량'이라는 팻말을 선산,영동,정안휴게소 환승차량을 붙이고 심야운행을 하게 되며 경부선 선산휴게소 호남선 정안휴게소, 영동선 횡성휴게소에 환승한다.

## 운행되는 버스
대형 관광버스는 자일대우버스 BX212의 비중이 아주 높다. 최근 많이 운행중인 버스는 자일대우 BX212, FX116, FX120, FX212, BH120F, 현대 유니버스, 기아 그랜버드를, 소형 관광버스는 자일대우 레스타, 현대 카운티, 현대 쏠라티로 운행되고 있다. 버스의 도색은 각 회사별로 자체 제작한 도색을 하고 있지만 대형계열사의 자회사인 경우(예 : KD그룹의 대원고속)는 그 계열사의 도색을 그대로 사용하는 경우도 있다. 또한 고속버스 회사 내에 관광버스(전세버스)를 위한 별도의 사업부를 두어 운행하는 경우(예 : 환상제주투어버스의 전세부)도 있다. 최근에는 국내 전세버스 예약의 번거로운 과정을 해결하고자, 웹과 앱을 이용하여 한 번의 신청만으로 여러 버스의 견적을 받아 볼 수 있는 비교 견적 서비스인 올버스, 버스나우 등의 O2O서비스가 등장하기도 하였다. 따라서 이용자들이 전세버스를 이용하기 위해 일일이 각 회사에 전화를 걸거나 인터넷을 이용해 견적을 받아야 하는 불편함이 크게 줄어들 것으로 기대된다.

## 논란
최근 달리는 25인승 관광버스에서 승객들이 일어서서 시끄러운 음악과 동시에 음주가무를 즐기는 경우가 많다. 이 때 급 정거시 많은 인명피해가 발생 할 수 있다. 문화란 단순히 단속의 대상이라고만 할 수 없을 것이다.

## 일본의 관광버스
일본의 경우 서일본 철도 계열의 관광버스 업체이자 자회사인 니시테쓰 관광버스나 산덴 교통의 자회사인 산덴 관광과 같은 업체가 관광버스 사업을 하고 있으며, 일본에서는 관광버스 업체가 고속버스까지 맡겨 운행되는 경우도 있고, 일부의 경우 시내버스 사업도 한국과 비슷하게 전개되는 경우도 있다.

## 타이완의 관광버스
타이완도 지역 업체가 관광버스를 운행하는 경우가 있으나, 관광버스 운영 주최가 대개 택시 업체나 철도 업체에서 운행되는 경우가 많은 것으로 추정된다.

## 같이 보기
- 여행 오퍼레이터
- 시외버스